# Helga Karlsen
Helga Karlsen, född 1882, död 1936, var en norsk politiker (Arbeiderpartiet). Hon blev 1928 den andra kvinnan som valdes in i det norska stortinget, där hon satt 1928-1930 och 1933-1936.